# Ville Engström
Wilhelm (Ville) Oscar Engström, född 28 mars 1830, död 25 januari 1877 i Düsseldorf, var en svensk konstnär, 
Han var son till grosshandlaren Henric Engström och Johanna Elisabeth Rosengren. Engström arbetade först vid ett handelskontor i Stockholm men trivdes inte med arbetet utan tvingades stundtals söka sjukhusvård för depression. Han sökte in till Konstakademien där han studerade 1862-1865. Engström medverkade i akademiens utställningar 1868 och 1873. Med stöd av sin familj flyttade han till Tyskland 1872. Engström är representerad vid Nationalmuseum, Göteborgs konstmuseum och Uppsala universitetsbibliotek.

I Kungliga biblioteket finns några anteckningar om Engström där det berättas, att han 
| ” | ville gå Målarakademien. Gick därföre varje afton på ett sveitzeri emod Akad. och drack 6 à 8 blomster-toddar | „ |